# Aeroportul Bayannur Tianjitai
Aeroportul Bayannur Tianjitai (IATA: RLK, ICAO: ZBYZ) este un aeroport din Bayannur⁠(d), Mongolia Interioară, Republica Populară Chineză ce deservește zona Bayannur⁠(d). Aeroportul a fost tranzitat în 2022 de 83.130 de pasageri. A fost numit după zona deservită.
Aeroportul dispune de o singură pistă.